# 王絪
贈始安公王絪（韓語：시안공 왕인，？—1275年），是高麗王朝宗室，也是第三十四任君主恭讓王王瑤的五世祖。

## 生平
王絪是襄陽公王恕的三子，有兄長王瑋、王㻂、弟弟永安公王僖和嫁給金敉（韓語：김미）的一位姊妹，長大後冊封為守司空，惟其後事失載，只知其育有三子一女，分別是王禎、西原侯王瑛、王謜和貞和宮主王氏，而西原侯王瑛就是恭讓王的高祖；貞和宮主則是忠烈王忠烈王王昛的後宮之一。
死後追封始安公（韓語：정성군）。